# Viteževo
Viteževo (en serbe cyrillique : Витежево) est un village de Serbie situé dans la municipalité de Žabari, district de Braničevo. Au recensement de 2011, il comptait 728 habitants.

## Démographie

### Évolution historique de la population
| 1948  | 1953  | 1961  | 1971  | 1981  | 1991  | 2002 | 2011 |
| ----- | ----- | ----- | ----- | ----- | ----- | ---- | ---- |
| 1 700 | 1 731 | 1 709 | 1 644 | 1 569 | 1 402 | 863  | 728  |

|  |